# Худићи
Худићи (рус. Худичи; пољ. Chutycy, Chutyzi) су били средњовековно западнословенско племе део племенског савеза Лужичких Срба (једно од три племенска савеза Полапских Словена), заједно са Далеминцима, Сорбима, Лужичанима, Милчанима, Нишанима, Суселцима и другим племенима.
У другој половини 1. миленијума Худићи су насељавали међуречје Солаве (Зале) и Мулде, у делу њиховог средњег тока на територији савремене немачке државе Саксоније у околини Лајпцига (глсрп. Lipsk и длсрп. Lipsk). Северни суседи Худића били су Нелетићи и Суселци, источно се налазила земља Далеминаца, на југу земља Сорба, а на западу иза реке Солаве живела су германска племена. Као и остала словенска племена међуречја Лабе и Солаве, Худићи су међу првим племенима учествовали у уједињавању лужичкосрпског племенског савеза.
Након што су лужичкосрпска племена у 10. веку покорили Немци, уследио је процес немчења словенског становништва међуречја Солаве и Мулде, где су живели Худићи.